# Robot
Robot je uređaj za pomoć ljudima u svakodnevnom životu koji obavlja zadatke umjesto čovjeka. Robotika je znanost koja se bavi robotima. Riječ robot potječe iz češkog jezika, a prvi ga put spominje češki pisac Karel Čapek u svojoj drami (R.U.R.) 1920.g. U Americi 1958. godine, a kasnije i Sovjetskom Savezu sastavljeni su prvi roboti Scart i Maša. Prvog hrvatskog robota sastavio je ing. Branimir Makanec zajedno s grupom mladih stručnjaka 1966. godine. Robotika se danas najviše primjenjuje u automobilskoj industriji a njena najveća središta su u Japanu, Kini, Americi i Europi.